# Zámutov
Zámutov (maďarsky Opálhegy, do roku 1907 Zamutó) je obec na Slovensku v okrese Vranov nad Topľou. Žije zde přibližně 3 300 obyvatel, rozloha katastru obce je 4 143 ha.

## Poloha
Obec leží na východním úpatí Slanských vrchů v údolí Zámutovského potoka, který je přítokem řeky Topľe. Východní část území je mírně zvlněná odlesněná pahorkatina, západní část tvoří členitá hornatina na sopečných horninách porostlých souvislým lesním porostem s převahou dubů a buků. Nadmořská výška se pohybuje v rozmezí 230 až 1092 m, střed obce je ve výšce 250 m n. m. Půdní fond tvoří lesní hnědé ilimerizované půdy a méně nivní půdy. Na území obce je přírodní rezervace Zámutovské skaly, část národní přírodní rezervace Šimonka .

### Sousední obce
Obec sousedí s obcemi Hermanovce nad Topľou a Rudlov na severu, Soľ na severovýchodě, Čaklov na východě, Juskova Voľa na východě a jihu, Kecerovský Lipovec, Opinaá, Červenica a Zlatá Baňa.

## Historie
Obec byla založena počátkem 14. století na zákupním právu rychtářem a poprvé je písemně zmiňována v roce 1402 jako Zamuth. Patřil k panství hradu Čičava. Poté, co v roce 1523 vymřeli Rozgonyové, kteří hrad vlastnili, připadla ves Báthoryům a od 17. století se zde střídali majitelé, například Barkoczyové, Almássyové a Szirmayové.
V roce 1493 měla z 26 usedlostí 10 obývaných, v roce 1557 byla obec daněna z pěti a půl porty, v roce 1715, kdy je doložený pivovar, měla obec devět obývaných domácností a 30 domů opuštěných. V roce 1787 v 88 domech žilo 672 obyvatel, v roce1828 762 obyvatel žilo ve 102 domech.
Hlavní obživou bylo zemědělství, práce v lesích a pálení dřevěného uhlí. Byly zde také dva malé mlýny a lihovar a v oblasti se občas těžilo hnědé uhlí, železná ruda a opály. Maďarský název používaný od roku 1907 je připomínkou těžby opálu (Opálhegy znamená doslova opálová hora).
Zámutov je také spojován s tzv. východoslovenským selským povstáním v roce 1831, neboť obec byla jedním z center povstalců.
Do roku 1918 byla obec v Zemplínnské župě v Uherském království, poté se stala součástí Československa a pak Slovenska.

## Znak
Blason: V červeném štítu ve zlaté konstrukci výhně se zlatou střechou zlatý hamr s černým kladivem bijícím na černou kovadlinu, na které stříbrný hamerník přidržuje černými kleštěmi stříbrné krojidlo.
Znak je odvozen od otisku razítka na písemnostech z období 1864–1867. Znak byl v roce 1994 schválen obecním zastupitelstvem.

## Církev a kostely
V obci stojí tři chrámy: římskokatolický kostel z roku 1912, evangelický kostel z roku 1920 a řeckokatolická cerkev z téhož roku.
Římskokatolická farnost Zámutov náleží pod farnost Čaklov děkanát Vranov nad Toplou košické arcidiecéze.
Římskokatolický filiální kostel Růžencové Panny Marie je jednolodní neoklasicistní stavba s polygonálním zakončením kněžiště a věží, pocházející z roku 1912. V roce 1996 bylo původní polygonální kněžiště nahrazeno moderní přístavbou. Historická část kostela má mělkou křížovou klenbu. Jeho vybavení je moderní. Fasády původní části jsou členěny lizénami a půlkruhovými okny. Věž je zakončena korunní římsou a jehlanovou střechou.
Církevní sbor evangelické církve augsburského vyznání je filiálkou Matkocírkve Soľ a je součástí Šarišsko-zemplínského seniorátu.
Evangelický kostel je jednolodní novogotická stavba s polygonálním zakončením kněžiště a věží z roku 1920. V roce 1988 byla obnovena a přistavěna sakristie. V interiéru se nachází oltář s obrazem Krista na Olivové hoře. Fasády kostela člení okna s lomeným obloukem s chevrony. Věž je členěna lizénami a zakončena trojúhelníkovými štíty s vlysem s motivem lomeného oblouku a zvonovitou helmicí.
Řeckokatolická farnost v Zámutově je od roku 2000, kdy se vyčlenila z farnosti Rudlov.
V letech 1968–1969 začali věřící s výstavbou svatyně, kterou dokončili v roce 1974. U svatyně stála dřevěná zvonice. V roce 1990 byla modlitebna přestavěna na řeckokatolickou cerkev s věží a v květnu 1991 byla zasvěcena Ochraně přesvaté Bohorodice.

## Další informace
- Působí zde folklorní skupina Zamutovčan.[13]
- V minulosti zde končila lesní železnice vedoucí z Vranova nad Topľou.[6]